# Wilfred Benítez
Wilfred o Wilfredo Benítez (nacido en 12 de septiembre de 1958) es un exboxeador puertorriqueño que fue campeón mundial en tres distintas divisiones. A Benítez también se le conoce como Wilfredo. Sus apodos sobre el cuadrilátero eran El Radar y La Biblia del Boxeo.

## Biografía
Benítez nació en Nueva York, de padres puertorriqueños. En plena juventud, se mudó a Carolina, Puerto Rico. Allí se haría compañero de otros famosos del boxeo, como Esteban de Jesús y Josué Márquez. Benítez sacó un acta de nacimiento falsa en Nueva York a los 15 años de edad, y le fue permitido boxear profesionalmente.
A los 17 años de edad, el 6 de marzo de 1976, reta a Antonio Cervantes por el título mundial peso welter junior de la Asociación Mundial de Boxeo. Benítez se convirtió en el campeón mundial más joven de la historia al derrotar a Cervantes por decisión dividida en quince asaltos. Defendió la corona tres veces y la dejó vacante.
Benítez subió de categoría en 1979 para retar al campeón mundial welter del Consejo Mundial de Boxeo (CMB), el mexicano Carlos Palomino, ganando otra vez el título mundial por decisión en quince asaltos. Luego de una defensa exitosa, Benítez perdió por primera vez, derrotado por nocaut en el asalto número quince por Sugar Ray Leonard, para perder la corona Wélter, en noviembre del mismo año.
En 1981, Benítez se convirtió en el quinto boxeador en lograr coronas mundiales en tres categorías diferentes, el primer latinoamericano en lograrlo, el primero en hacerlo desde que Henry Armstrong lo lograra cuatro décadas antes, y el más joven en lograrlo, cuando noqueó al campeón mundial mediano jr. del Consejo Mundial, el trinitense Maurice Hope en doce asaltos. 
Defendió la corona con éxito dos veces, ambas ante exitosos exponentes del boxeo: el futuro campeón mundial Carlos Santos y el legendario excampeón ligero y wélter del mundo Roberto Durán. Ambos fueron derrotados por puntos en quince asaltos en Las Vegas, Nevada. La pelea con Santos fue la primera vez en la historia del boxeo en que dos puertorriqueños se medían por un título mundial. Pierde esta corona del mundo el 3 de diciembre de 1982 ante Thomas Hearns.
De ahí en adelante, la carrera de Benítez y su salud fueron deteriorándose paulatinamente. En 1987, Benítez visitó Argentina para una pelea. Cuando su dinero y sus documentos le fueron robados, tuvo que pasar un año en ese país antes de poder regresar a Puerto Rico. 
Benítez vivió con su madre, Clara Benítez, en Puerto Rico, hasta la muerte de esta en 2008. Benítez requiere de asistencia médica constante debido a los golpes sufridos durante sus años como boxeador. Entre otros, Félix Trinidad y Héctor Camacho (este último antes de fallecer en 2012) le han brindado ayuda.
Benítez tuvo un registro de 53 victorias, 8 derrotas (la mayoría de ellas cuando ya estaba en declive de salud), y un empate, con 31 victorias por nocaut.
Desde 1996, Benítez es integrante del Salón de la Fama Internacional del Boxeo.
- Datos: Q1386541
- Multimedia: Wilfred Benítez / Q1386541